# Зварювальні флюси
Зва́рювальні флю́си — це неметалеві матеріали, які слугують для захисту наплавляємого металу від повітря і легування металу шва необхідними присадками. Їх розплав потрібен для стабілізації процесу зварювання і покращення якості шва. Взаємодіючи з рідким металом розплавлений флюс значною мірою визначає хімічний склад металу і його механічні властивості. Утворюючи над металом кірку шлаку, флюс сприяє повільному охолодженню метала, виходу на поверхню шлакових включень і утворенню щільного і високоякісного шва. Флюси сприяють стійкому горінню дуги і стабільному протіканню процесу зварювання.
Флюси класифікують за способом виготовлення, хімічним складом і призначенням.
За способом виготовлення — поділяють на плавлені і неплавлені.
До складу плавлених входять лише шлакоутворюючі компоненти. Їх одержують сплавленням складових компонентів. Виготовлення флюсу включає такі процеси: розмелювання до необхідних розмірів сировини (марганцева руда, кварцовий пісок, крейда і ін.); змішування їх в певних пропорціях; плавка в газополум'яних або електропечах; грануляція з метою утворення подрібненого до певних розмірів зерна флюсу.
Неплавлені — це суміш порошкоподібних і зернистих матеріалів, яка крім шлакоутворюючих містить розкислювачі і легуючі елементи. Поділяються на керамічні — замішені на рідкому склі і спечені — утворені спіканням без розплавлення.
Відсутність плавки дозволяє вводити до складу флюсу різноманітні феросплави, металеві порошки, оксиди і ін.
Неплавлені флюси виготовляють таким чином: компоненти подрібнюють, дозують, усереднюють. Потім замішують з водним розчином рідкого скла і гранулюють. Гранули сушать і проколюють.
Використовують переважно плавлені, які мають високі технологічні властивості і малу вартість.
Плавлені розрізняють за вмістом оксидів різноманітних елементів. Як основні — входять оксиди марганцю і кремнію.
Марганець, маючи більшу спорідненість до кисню відновлює оксиди заліза і сприяє виведенню сірки утворюючи сульфід.
Кремній сприяє пониженню пористості метала шва за рахунок подавлення процесу утворення оксиду вуглецю і є хорошим розкислювачем.
За вмістом SiO2 поділяються на: висококремністі (до 40…45 % SiO2); низькокремнисті (до 0,5 % SiO2); безкремнисті.
За вмістом MnO поділяються на: високомарганцеві (> 30 % MnO); середньомарганцеві (15-30 % MnO); низькомарганцеві.
За призначенням розрізняють флюси для зварювання: низьковуглецевих, легованих, спецсталей, кольорових металів.
Для зварювання вуглецевих і низьколегованих сталей використовують висококремнисті флюси, що містять велику кількість SiO2 i MnO i мають кислий характер.
Для зварювання легованих сталей — низькокремнисті, з підвищеним вмістом СаО, MgO, CaF2, що мають слабокислий характер;
Для зварювання високолегованих сталей з великим вмістом легкоокислюваних елементів (Cr, Mo, Ti, Al і ін.) — безкремнисті, на основі CaO, CaF2, Al2O3 і безкисневі фторидні флюси, що містять 60-80 % CaF2 і мають основний або нейтральний характер.
Для зварювання сталей, кольорових металів і сплавів використовують неплавлені керамічні флюси, що містять мармур, плавіковий шпат, фториди або хлориди лужноземельних металів, феросплави сильних розкислювачів (Si, Ti, Al), легуючі елементи і чисті метали. Такі шлаки мають основний або нейтральний характер і забезпечують в металі шва заданий вміст легуючих елементів.